# Светски дан кафе
Светски дан кафе је прилика која се користи за промоцију и прославу кафе као напитка, а догађаји се сада дешавају на местима широм света. Први званични датум био је 3. октобар 2015. године, по договору тадашње Међународне организације за кафу  и покренут је у Милану.  Овај дан се такође користи за промоцију фер трговине кафе и за подизање свести о невољи узгајивача кафе.  Сваког 1. октобра многа предузећа нуде бесплатне или снижене шољице кафе.  Нека предузећа деле купоне и посебне понуде са својим потрошачима путем друштвених мрежа.  Неке компаније за израду честитки продају честитке за Међународни дан кафе, као и бесплатне е-картице. Многе земље широм света славе своје националне дане кафе на различите датуме током целе године. У марту 2014. године, државе чланице ICO (Међународне организације за кафу) сложиле су се да организују Међународни дан кафе 1. октобра како би се створио јединствен дан прославе за љубитеље кафе широм света.

## Историја
На састанку одржаном марта 2014.  је донета одлука Међународне организације за кафу да се први званични Међународни дан кафе покрене у Милану у оквиру Expo 2015. 
Одржани су различити догађаји, названи Дан кафе или Национални дан кафе, а многи од њих су одржани 29. септембра или око тог датума.
Тачно порекло Међународног дана кафе није познат. Догађај је први пут промовисан у Јапану 1983.   У Сједињеним Државама „Национални дан кафе“ се јавно помиње још 2005.  Назив „Међународни дан кафе“ први је употребио Музеј хране и пића Југа, који је сазвао конференцију за штампу 3. октобра 2009. како би га прославио и најавио први фестивал кафе у Њу Орлеансу.  У Кини ју је промовисала Међународна организација за кафу, први пут је обележена 1997. године, а постала је годишња прослава почетком априла 2001.  Тајван је први пут прославио Међународни дан кафе 2009.  Непал је први пут прославио Национални дан кафе 17. новембра 2005. 

## Национални дани кафе
| Датум                      | Држава |
| -------------------------- | --- |
| 25. јануар                 | Ирска |
| 11. март                   | Индонезија |
| 23. март                   | Италија |
| 14. април                  | Португал |
| 24. мај                    | Бразил |
| 6. јун                     | Финска |
| 27. јун                    | Колумбија |
| 4. август                  | Перу |
| 2. септембар               | Костарика |
| 4. септембар               | Холандија |
| последњи петак у септембру | Немачка |
| 15. септембар              | Етиопија |
| 28. септембар              | Швајцарска |
| 29. септембар              | - Аустрија - Белгија - Канада - Етиопија - Мађарска - Исланд - Индија – Чикмагалур (ಚಕಕಮಗಳೂರು) звани Земља кафе и Кодагу (ಕೂಡಗು). Кафа се широко узгаја у ова два округа који се налазе у западним Гатима Карнатаке, Индија. - Норвешка - Румунија - Јужна Африка - Шведкса - Тајван - Сједињене Америчке Државе - Пакистан, Карачи - Пољска |
| 1. октобар                 | - Аустралија - Хондурас - Ирска - Словачка - Јапан - Малезија - Мексико - Монголија - Нови Зеланд - Сингапур - Шри Ланка - Велика Британија - Бангладеш |
| 21. октобар                | Филипини |
| 23. новембар               | Русија |
| 5. децембар                | Турска |
| 10. децембра               | Вијетнам |